# Хлорид ванадия(II)
Хлори́д вана́дия(II) (дихлори́д вана́дия, двухло́ристый вана́дий) — бинарное неорганическое соединение ванадия и хлора, ванадиевая соль соляной кислоты.

## Свойства хлорида ванадия
Хлорид ванадия представляет собой расплывающиеся на воздухе бледно-зелёные гексагональные кристаллы. Гидролизуется с выделением водорода. Проявляет восстановительные свойства. Хорошо растворяется в воде, в спирте, в диэтиловом эфире. Окисляется на воздухе с образованием хлорида ванадила (VOCl2).

## Методы получения
- Действием газообразного хлороводорода (HCl) на нагретый ванадий:

{\displaystyle {\mathsf {V+2HCl\rightarrow VCl_{2}+H_{2}}}}
- Действием цинка (Zn) и соляной кислоты (HCl) на оксид ванадия(V) (V2O5):

{\displaystyle {\mathsf {3Zn+10HCl+V_{2}O_{5}\rightarrow VCl_{2}+3ZnCl_{2}+5H_{2}O}}}
- Действием газообразного водорода на тетрахлорид ванадия:

{\displaystyle {\mathsf {VCl_{4}+H_{2}\rightarrow VCl_{2}+2HCl}}}

## Применения
Хлорид ванадия(II) применяется для получения ванадия.

## Токсичность
Как и все соединения ванадия, его хлорид также очень ядовит и канцерогенен.